# Didemnum pacificum
Didemnum pacificum är en sjöpungsart som beskrevs av Takasi Tokioka 1953. Didemnum pacificum ingår i släktet Didemnum och familjen Didemnidae. Inga underarter finns listade i Catalogue of Life.